# Teatr Nowy w Krakowie

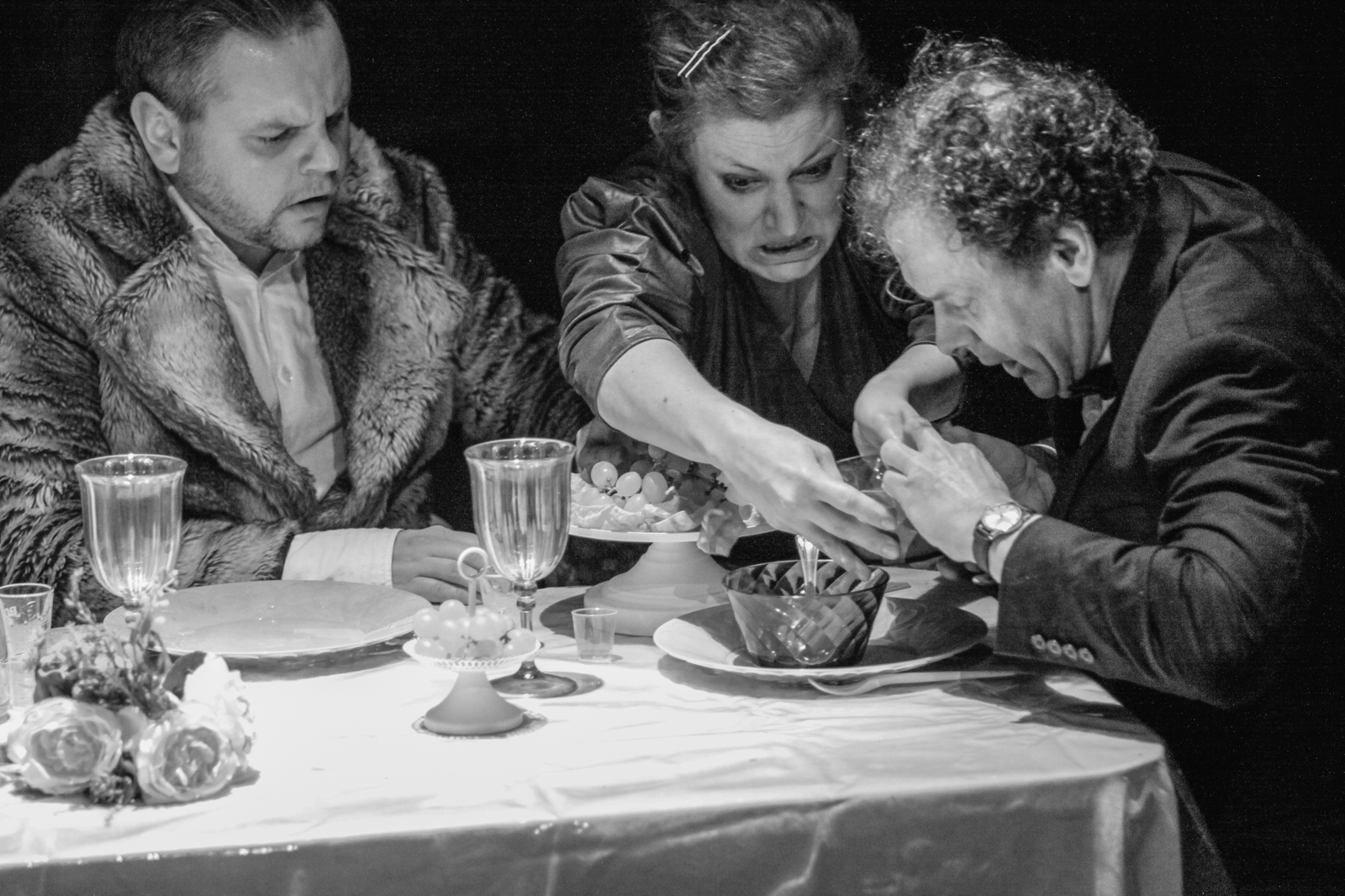
"Samobójca" wg Nikołaja Erdmana (2016)

Teatr Nowy – teatr w Krakowie, założony przez Piotra Siekluckiego, rozpoczął działalność w 2006 roku jako stowarzyszenie non-profit, które wszystkie wypracowane środki przeznacza na bieżącą działalność i cele statutowe, m.in. promocję nowej dramaturgii, promocję młodych artystów, działania edukacyjne z dziedziny sztuki, przeciwdziałanie wykluczeniom. Od 2017 roku Teatr Nowy Proxima – od firmy deweloperskiej Proxima-Service, która stała się mecenasem tytularnym instytucji.

## Pierwsza siedziba teatru
Swoją pierwszą siedzibę przy ul. Gazowej 21 uzyskał dzięki swojemu mecenasowi Januszowi Marchwińskiemu; a jego działalność od początku wspierana jest przez Gminę Miejską Kraków, Urząd Marszałkowski Województwa Małopolskiego, Ministerstwo Kultury i Dziedzictwa Narodowego. Działalność Teatru Nowego, jako organizacji pozarządowej opiera się na popularyzacji najnowszej dramaturgii, scenicznych aktorskich i reżyserskich debiutach, produkcji spektakli teatralnych i koncertów, działalności społecznej (60+ Nowy Wiek Kultury), edukacyjnej, wydawniczej i wystawienniczej.

## Zespół artystyczny
Teatr Nowy współpracował dotychczas z uznanymi twórcami (m. in. Jan Klata, Edward Linde-Lubaszenko, Bogdan Hussakowski, Paweł Sanakiewicz, Sonia Bohosiewicz, Daniel Olbrychski, Piotr Cyrwus, Krystyna Czubówna, Anna Polony, Tadeusz Kwinta, Andrzej Grabowski, Katarzyna Chlebny, Juliusz Chrząstowski, Iwona Kempa, Ziemowit Szczerek) jak i artystami młodego pokolenia m. in Radosław Rychcik, Szymon Kaczmarek, Julia Mark, Tomasz Schuhardt, Tomasz Nosiński, Maria Spiss, Łukasz Błażejewski, Piotr Sieklucki, Paweł Szarek, Jakub Skrzywanek, Karol Miękina, Paweł Harańczyk.

## Nowa siedziba teatru
Po 10 latach Teatr Nowy zmienił swój adres. Od września 2016 roku zajmuje drugie i trzecie piętro kamienicy przy ul. Krakowskiej 41. Na 300 metrach kwadratowych powierzchni stworzona została nowoczesna, mobilna przestrzeń umożliwiająca ustawienie widowni i sceny w dowolnej konfiguracji. Powierzchnia całkowita przeznaczona dla teatru wynosi prawie 550 mkw.
Pod jednym dachem z teatrem powstała kawiarnia literacka, w której jest strefa czytania, strefa biznesowa przeznaczona do pracy, kącik dla dzieci oraz miejsce przeznaczone dla miłośników gier planszowych. W kawiarni będą się odbywały spotkania z pisarzami, organizowane we współpracy z Fundacją Miasta Literatury.

### Pierwsza premiera
Pierwszą premierą w nowej siedzibie był spektakl muzyczny „Samobójca” według Nikołaja Erdmana w reżyserii Piotra Siekluckiego. W „Samobójcy” zagrali: Edward Linde Lubaszenko, Tomasz Schimscheiner, Marta Saciuk-Sędzielarz, Martyna Krzysztofik, Urszula Kiebzak, Maciej Ferlak i Piotr Sieklucki.